# LXXV Korpus Armijny (III Rzesza)
LXXV Korpus Armijny (niem. LXXV. Armeekorps) – jeden z niemieckich korpusów armijnych, walczył głównie przeciw wojskom aliantów zachodnich.  
Utworzony 15 grudnia 1943 roku ze sztabu 255 Dywizji Piechoty pod nazwą Korpus Walkiria. W dniu 6 czerwca 1944 roku przemianowany został na LXXV Korpus Armijny.  W 1944 roku stacjonował na terytorium okupowanych Włoch i stanowił część Armii Liguryjskiej. Po walkach z partyzantami oraz z wojskami zachodnich aliantów, żołnierze LXXV KA oddali się do niewoli alianckiej. Kapitulacja miała miejsce 29 kwietnia 1945 roku .

## Dowódcy korpusu
- gen. Anton Dostler (do 2 lipca 1944)[2]
- gen. Hans Schlemmer (od 2 lipca 1944 - do kapitulacji)[3]

## Struktura organizacyjna
Skład w kwietniu 1945 roku
- 34 Dywizja Piechoty
- 5 Dywizja Górska
- 2 Dywizja Grenadierów „Littorio”